# EA Los Angeles
EA Los Angeles (noto anche come EA LA) è una società di sviluppo di videogiochi fondata originariamente nel 1995 come DreamWorks Interactive LLC, una filiale della DreamWorks SKG.
Nel 2000 la Electronic Arts ha acquisito la società da DreamWorks SKG e dalla Microsoft (che ne deteneva parte della proprietà). Nel 2003 si fonde con i Westwood Studios (i creatori originali della serie Command & Conquer) e con la EA Pacific (originariamente chiamata Westwood Pacific) per creare la nuova società Electronic Arts Los Angeles. Poco dopo parte del personale fuoriuscito dai Westwood Studios a causa della sua chiusura, ha fondato la Petroglyph Games.

## Giochi sviluppati da DreamWorks Interactive
- Goosebumps: Escape from Horrorland (Piccoli Brividi: Fuga da Orrorlandia) — (PC 1996)
- The Neverhood — (PC 1997)
- The Lost World: Jurassic Park — (PlayStation 1997)
- Skullmonkeys (PlayStation 1997)
- Z la formica (Game Boy Color 1998)
- Jurassic Park: Trespasser — (PC 1998)
- T'ai Fu: Wrath of the Tiger — (PlayStation 1999)
- Medal of Honor — (PlayStation 1999)
- Medal of Honor: Underground — (PlayStation 2000)
- Clive Barker's Undying — (PC 2001)
- Bandslam - High School Rock (Nintendo DS, PlayStation 3 e Nintendo 64DD 2010)

## Giochi sviluppati da EA Los Angeles
- Medal of Honor: Frontline — (PlayStation 2 2002)
- Medal of Honor: Allied Assault Spearhead — (espansione PC 2002)
- Medal of Honor: Rising Sun — (Xbox, PlayStation 2, GameCube 2003)
- Command & Conquer: Generals — (PC 2003)
- Command & Conquer: Generals - Zero Hour — (espansione pc 2003)
- Command & Conquer 3: Tiberium Wars — (PC 2007)
- Command & Conquer: Red Alert 3 — (PC 2008)
- GoldenEye: Rogue Agent — (Xbox, PlayStation 2, GameCube 2004)
- Medal of Honor: Pacific Assault — (PC 2004)
- Medal of Honor: European Assault — (Xbox, PlayStation 2, GameCube 2005)
- Il Signore degli Anelli: La battaglia per la Terra di Mezzo — (PC 2004)
- Il Signore degli Anelli: La battaglia per la Terra di Mezzo 2 — (PC, Xbox 360 2006)
- Il Signore degli Anelli: La battaglia per la Terra di Mezzo 2: L'ascesa del Re stregone — (PC 2006)
- Medal of Honor: Airborne — (PlayStation 2, PlayStation 3, Xbox, Xbox 360, PC 2006)

## Danger Close Games
Danger Close Games è un team creato all'interno della EA Los Angeles. Il loro primo progetto è stato lo sviluppo della modalità giocatore singolo di Medal of Honor per PlayStation 3, Xbox 360 e Windows..Nel 2012 è stato messo in commercio il secondo capitolo della serie Medal of Honor appartenente al filone moderno, ossia Medal of Honor: Warfighter, rivelatosi il flop del 2012 e il maggiore tra gli Sparatutto in Prima Persona in generale.